# Uwatec

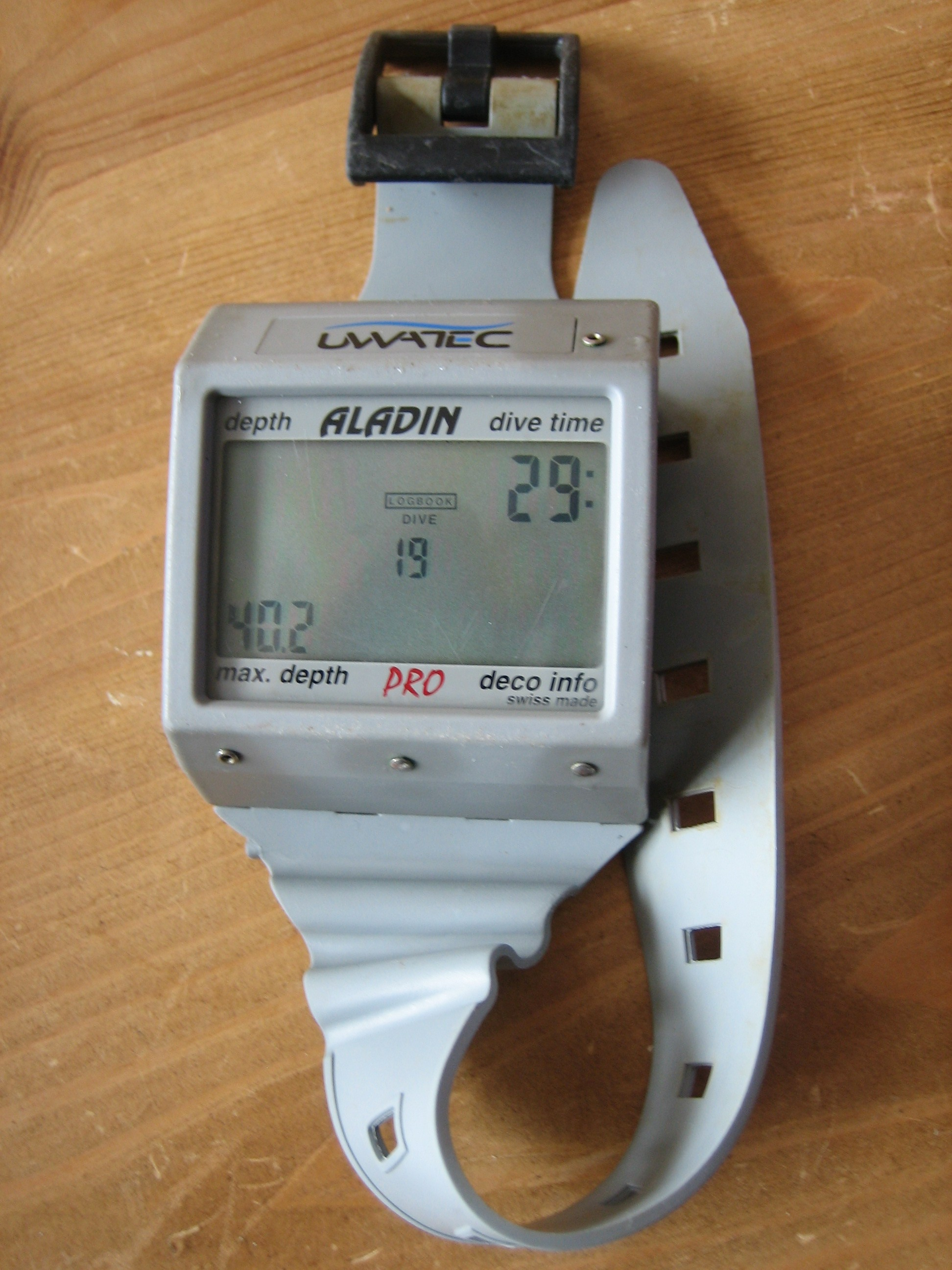
Calculatorul de scufundare Aladin Pro

Uwatec AG a fost fondată în anul 1983 în orașul Hallwil, Elveția din divizia de instrumente de scufundare a firmei Dräger AG. 

În 1987 a fost introdus propriul calculator de scufundare, Aladin PRO, ce folosește teoria elvețiană de decompresie stabilită de medicul Albert A. Bühlmann.
Până la începutul anilor 1990, Uwatec a continuat să producă diverse instrumente de scufundare, în special calculatoare de scufundare. 
Uwatec a fuzionat cu Scubapro în anul 1997, formând firma Scubapro Uwatec, care este achiziționată ulterior de Johnson Outdoors, producător de motoare outbord.